# When I See You Smile
When I See You Smile è una power ballad del supergruppo anglo-americano Bad English. La canzone è stata composta da Diane Warren ed estratta come singolo dall'eponimo album di debutto del gruppo nel 1989.
Il brano ottenne grande successo e arrivò fino al primo posto della Billboard Hot 100 negli Stati Uniti, rimanendovi per due settimane consecutive sul finire del 1989.

## Video musicale
Il videoclip del brano include la band mentre si esibisce sul palco, mostrando diversi primi piani dei vari membri, in particolar modo del cantante John Waite, alternati ad alcuni momenti dietro le quinte.

## Tracce
7" Epic 655347-7
1. When I See You Smile – 4:17
2. Rockin' Horse – 5:26

CD-Maxi Epic 655347-2
1. When I See You Smile – 4:17
2. Tough Times Don't Last – 4:40
3. Rockin' Horse – 5:28

## Formazione
- John Waite – voce
- Neal Schon – chitarre
- Jonathan Cain – tastiere
- Ricky Phillips – basso
- Deen Castronovo – batteria

## Classifiche
| Classifica (1989) | Posizione massima |
| ----------------- | ----------------- |
| Australia         | 4                 |
| Canada            | 1                 |
| Stati Uniti       | 1                 |